# Весново (Краснознаменский район)
Весново (до 1946 — Куссен (нем. Kussen)) — посёлок в Краснознаменском муниципальном округе Калининградской области России.

## Топоним
В 1946 году переименован в Весново.

## География
Находится на реке Веснянка в северо-восточной части Калининградской области, в зоне хвойно-широколиственных лесов, в пределах Шешупе-Инстручской равнины, при автодорогах 27А-027 и 27К-187.

### Климат
Климат характеризуется как переходный от морского к умеренно континентальному. Среднегодовая температура воздуха — 8,3 °C. Средняя температура воздуха самого холодного месяца (января) — −0,9 °C; самого тёплого месяца (июля) — 18,5 °C. Годовое количество атмосферных осадков — 883 мм, из которых 586 мм выпадает в период с апреля по октябрь.

## История
Первая церковь в Куссене появилась в конце XVI века. В 1743 году была построена каменная кирха. До 1945 года Куссен входил в состав Восточной Пруссии, Германия. С 1945 года входил в состав РСФСР СССР.
В период с 2008 по 2016 годы административный центр Весновского сельского поселения Краснознаменского района, с 2016 по 2022 годы — в состав Краснознаменского городского округа.

## Население
| 1867 | 1871 | 1885 | 1910 | 1933 | 1939 | 2002 |
| ---- | ---- | ---- | ---- | ---- | ---- | ---- |
| 778  | ↗802 | ↘798 | ↘753 | ↘683 | ↘662 | ↗741 |
| 2010 |      |      |      |      |      |      |
| ↗771 |      |      |      |      |      |      |

## Социальная сфера

### Учреждения образования
- Основная общеобразовательная школа
- Детский сад

## Достопримечательности
- Воинское захоронение 756 советских солдат[11].
- Развалины кирхи.
- Надгробный камень с могилы 32 русских воинов, погибших в Первую мировую войну, которая находится в 6 км от этого места, рядом с исчезнувшим посёлком Подлесное (бывший Dauden)[12].

## Транспорт
Остановка общественного транспорта «Весново» в центре посёлка. 